# Millettia bequaertii
Millettia bequaertii är en ärtväxtart som beskrevs av De Wild. Millettia bequaertii ingår i släktet Millettia och familjen ärtväxter. IUCN kategoriserar arten globalt som livskraftig. Inga underarter finns listade i Catalogue of Life.